# Kornelia Spiß
Kornelia Spiß (* 18. Jänner 1965 in Feldkirch; geborene Kornelia Graß) ist eine österreichische Politikerin (FPÖ). Spiß war von 2009 bis 2014 Abgeordnete zum Vorarlberger Landtag. 
Spiß ist beruflich als Ausbildnerin in der Lebenshilfe tätig. Sie ist verheiratet, Mutter zweier Kinder und lebt in Nenzing. Politisch war Spiß zwischen 2000 und 2005 Gemeindevertreterin in Nenzing, seit 2005 hat sie die Funktion einer Gemeinderätin inne. Spiß wurde am 14. Oktober 2009 als Abgeordnete zum Vorarlberger Landtag angelobt und übernahm dabei innerhalb des FPÖ-Landtagsklubs die Funktion der Bereichssprecherin für Familie, Frauen, Jugend und Senioren. Bei der Landtagswahl 2014 konnte Kornelia Spiß kein Landtagsmandat mehr erreichen und schied somit am 15. Oktober 2014 aus dem Landtag aus.